# Bulgarische Eishockeyliga 1953/54
Die Saison 1953/54 war die dritte Spielzeit der bulgarischen Eishockeyliga, der höchsten bulgarischen Eishockeyspielklasse. Meister wurde zum insgesamt zweiten Mal in der Vereinsgeschichte der HK Udarnik Sofia.

## Modus
Der Erstplatzierte der Hauptrunde wurde Meister.

## Hauptrunde
|    | Klub                   |
| -- | ---------------------- |
| 1. | HK Udarnik Sofia       |
| 2. | Tscherweno sname Sofia |
| 3. | ZDNA Sofia             |
| 4. | Stroitel Sofia         |
| 5. | Akademik Sofia         |
| 6. | Torpedo Sofia          |
| 7. | HK Dinamo Sofia        |

Sp = Spiele, S = Siege, U = unentschieden, N = Niederlagen, OTS = Overtime-Siege, OTN = Overtime-Niederlage, SOS = Penalty-Siege, SON = Penalty-Niederlage